# Žalobín
Žalobín este o comună slovacă, aflată în districtul Vranov nad Topľou din regiunea Prešov. Localitatea se află la altitudinea de 140 m deasupra n.m., se întinde pe o suprafață de 11,88 km2 și în 2017 număra 860 de locuitori.

## Istoric
Localitatea Žalobín este atestată documentar din 1451.

## Demografie
| An:                | 1994 | 2004   | 2014   | 2024   |
| ------------------ | ---- | ------ | ------ | ------ |
| Număr de persoane: | 701  | 759    | 816    | 815    |
| Diferență:         |      | +8,27% | +7,50% | −0,12% |

| An:                | 2023 | 2024 |
| ------------------ | ---- | ---- |
| Număr de persoane: | 815  | 815  |
| Diferență:         |      | +0%  |